# One M&T Plaza
One M&T Plaza es un rascacielos de oficinas ubicada en Búfalo, una ciudad del estado de Nueva York (Estados Unidos). Es la sede del M&T Bank en el condado de Erie. La torre de oficinas de 21 pisos de estilo internacional o Nuevo Formalismo fue diseñado por Minoru Yamasaki con Duane Lyman Associates y terminado en 1967. El acero estructural para el edificio fue producido localmente por Bethlehem Steel y fue un producto de su grado V50.

## Arquitectura
La base del edificio está compuesta de mármol blanco y verde con un interior de travertino. El edificio también cuenta con una plaza exterior de 22,8 m por 65,5 m. La fachada de hormigón prefabricado está incrustada con virutas y polvo de mármol blanco de Georgia y arena de sílice blanca.

## Historia
Tres edificios notables existían en el sitio actual antes de One M&T Plaza. Estos incluyeron:
- El hotel Richmond (1887–1888)
- El hotel Iroquois, también conocido como el edificio Gerrans (1889-1940)
- Edificio de la empresa de ropa Bond (1940-1964)

## Galería

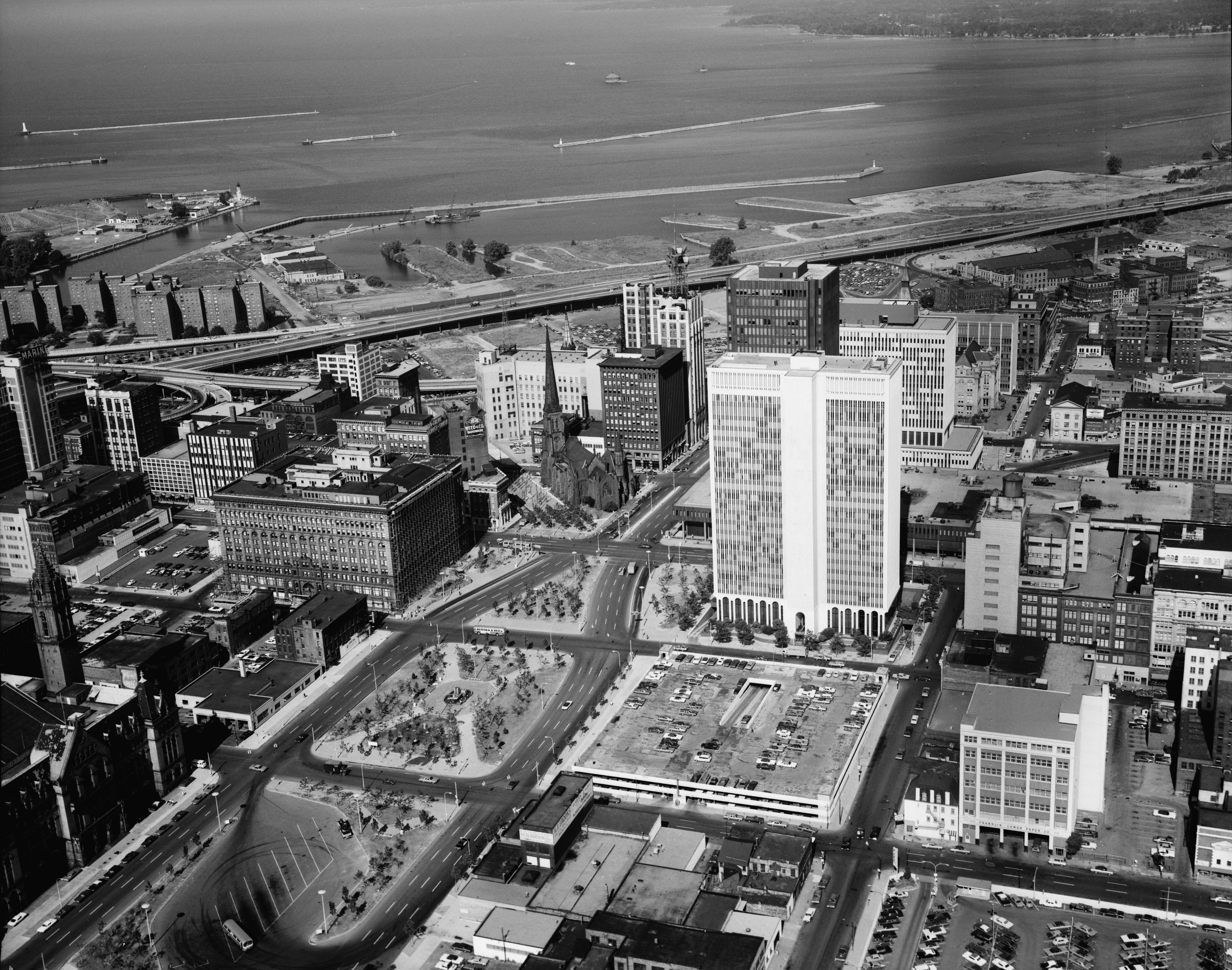
En julio de1971
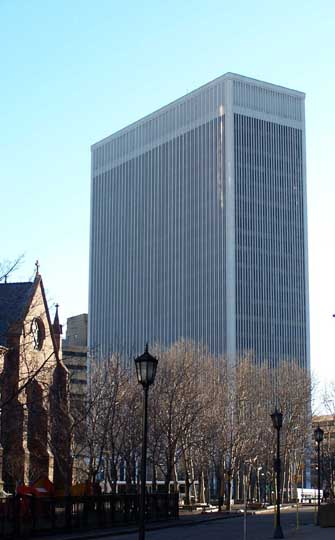
En 2008
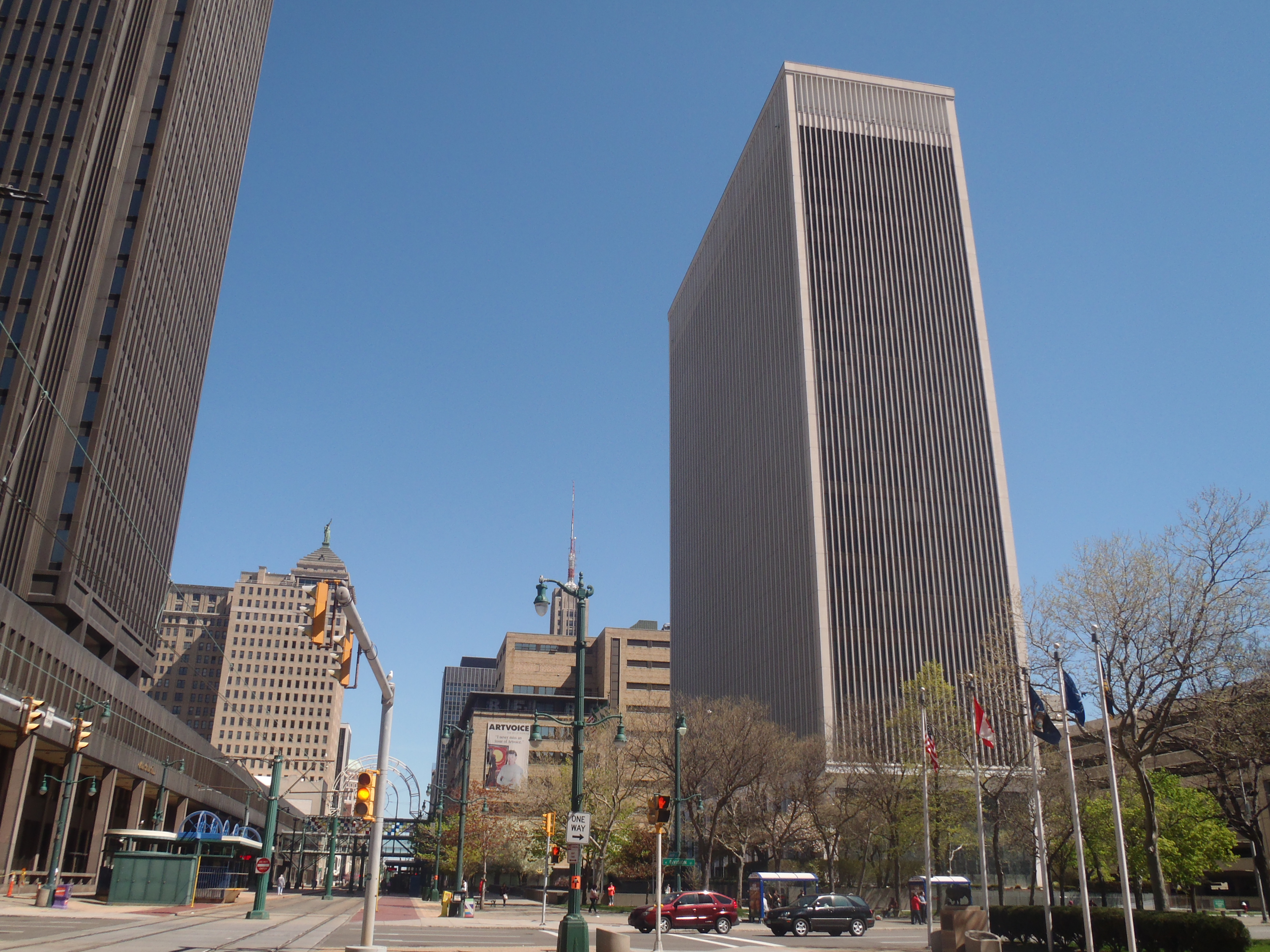
Desde el nivel de la calle
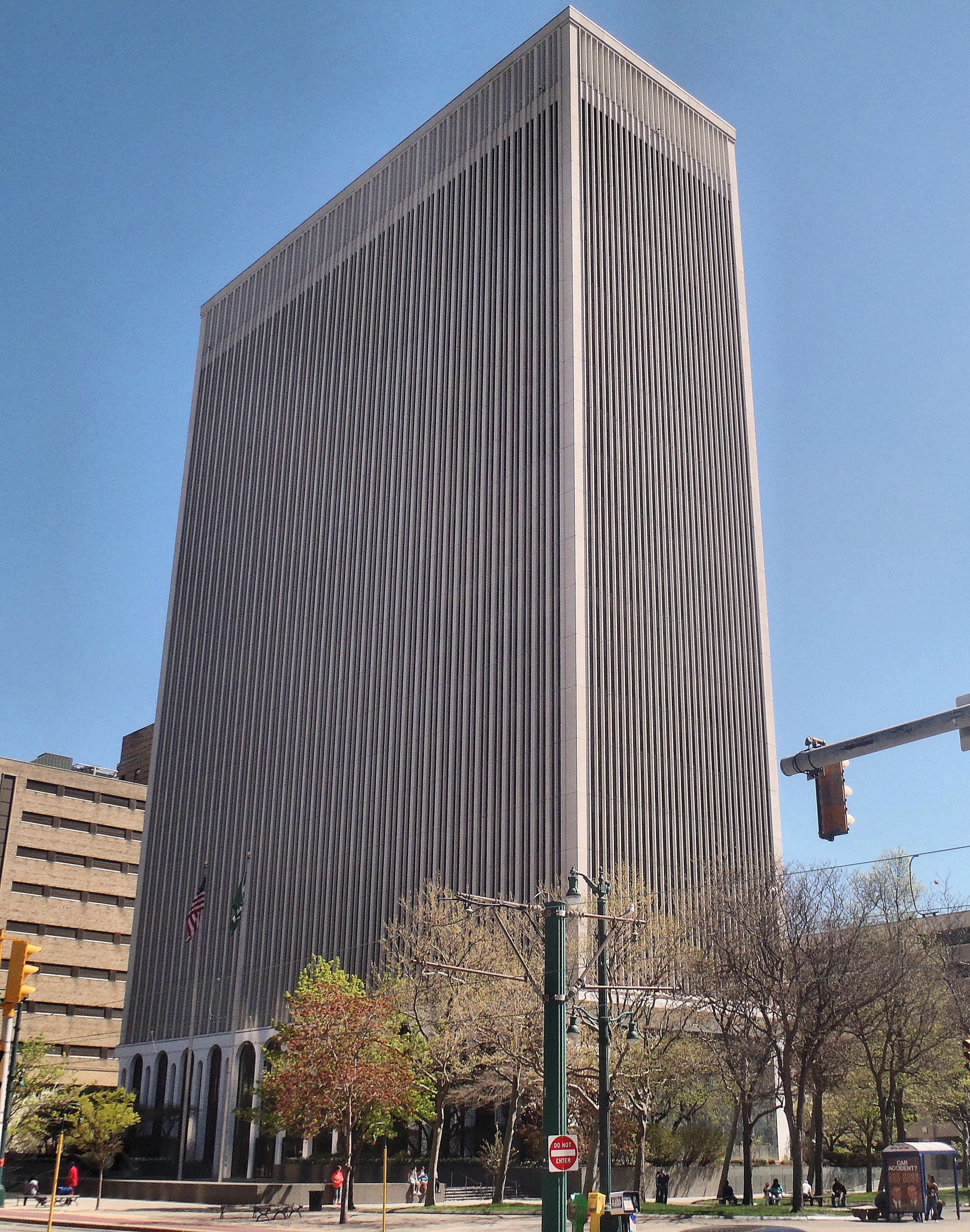
En 2013